# Tipula ellenbergeri
Tipula ellenbergeri är en tvåvingeart som beskrevs av Alexander 1920. Tipula ellenbergeri ingår i släktet Tipula och familjen storharkrankar.
Artens utbredningsområde är Gabon. Inga underarter finns listade i Catalogue of Life.